# Jembrana obesa
Jembrana obesa är en insektsart som beskrevs av William Lucas Distant 1916. Jembrana obesa ingår i släktet Jembrana och familjen spottstritar. Inga underarter finns listade i Catalogue of Life.